# Radsportmuseum Course de la Paix
Das Radsportmuseum Course de la Paix (Friedensfahrt-Museum) in Kleinmühlingen ist der Erinnerung an die Internationale Friedensfahrt gewidmet, die 2006 zum bisher letzten Mal ausgetragen wurde.
Das Museum basiert auf der Sammlung des Kleinmühlingers Horst Schäfer, der diese seit 2002 in einem kleinen Museum – zunächst in einer Garage, dann auf einem Stallboden –  zeigte. Weil diese Räumlichkeiten an die Grenzen ihrer Kapazität stießen – auch weil viele Besucher dem Museum eigene Erinnerungsstücke überließen – planten die Gemeinde und der Verein gemeinsam den Neubau eines Museums. 2005 erfolgte die Grundsteinlegung und 2007 die Eröffnung. Offizieller Betreiber ist der Verein Radfreizeit, Radsportgeschichte und Friedensfahrt e. V. Viele Arbeiten erfolgten in Eigenleistung, und der Radsportler Täve Schur bat Freunde, ihm keine Geburtstagsgeschenke zu machen, sondern für das Museum zu spenden. Bei der Eröffnung waren neben Täve Schur ehemalige Radsportler wie Klaus Ampler, Uwe Ampler, Detlef Zabel und Thomas Barth sowie der Sportjournalist Heinz Florian Oertel anwesend. Seitdem kommen jährlich rund 2500 Besucher. Das Museum hatte bereits im Vorfeld seiner Gründung viele prominente Unterstützer. So spendete der fünffache Sieger der Rundfahrt Steffen Wesemann 1996 seinen Geldpreis für den besten Fahrer auf deutschem Territorium, um die Arbeiten für die Museumsgründung zu fördern.
Das Museum zeigt auf 230 Quadratmetern über 10.000 Exponate. Schur, Ampler, Barth, Andreas Petermann, Olaf Ludwig und Steffen Wesemann stifteten Stücke aus ihrem Besitz. Darunter befinden sich Pokale, Fahrräder und Trikots, Autogramme, Fotos, Plakate, Radsportliteratur, Briefmarken und Ersttagsbriefe sowie Exponate des regionalen Radsports. Unter den Ausstellungsstücken befinden sich das Friedensfahrt-Siegestrikot von Schur aus dem Jahre 1955, ein Diamant-Rad aus dem Jahr 1937, auf dem Edgar Schatz aus Halle an der Saale 1950 erster DDR-Straßenmeister wurde, eine Zeitfahrmaschine von Olaf Ludwig aus dem Jahre 1980, zwei Ergometer, auf denen Jan Ullrich als 16-Jähriger in Rostock trainierte, sowie ein Akkordeon, das Detlef Zabel 1955 nach der Friedensfahrt erhielt. Im Museum archiviert sind auch zahllose Liebesbriefe und Heiratsanträge, die Schur im Laufe seiner Karriere erhielt. Wenn Besucher das Museum betreten, erklingt die Friedensfahrt-Fanfare.
Zum 60-jährigen Jubiläum der Friedensfahrt besuchte der Radrennfahrer Tarek Abu Al Dahab, der Anfang der 1960er Jahre als einziger Libanese mehrfach an der Friedensfahrt teilgenommen hatte, das Museum.